# Isabel Morgan
Isabel Morgan   (New Bedford, 20 d'agost de 1911 - comtat d'Arlington, 18 d'agost de 1996), nascuda Isabel Merrick Morgan Mountain, fou una viròloga i bacteriòloga estatunidenca. Formada a la Universitat Johns Hopkins, creà un vaccí experimental que protegia els micos contra la poliomielitis i que esdevingué el precedent immediat del descobriment del vaccí contra aquesta malaltia en humans.

## Trajectòria
Morgan va néixer a New Bedford, Massachusetts, el 20 d'agost de 1911. Era la filla dels genetistes Lilian Vaughan Sampson i Thomas Hunt Morgan, guanyador del Premi Nobel de Fisiologia i Medicina el 1933.
Morgan es va graduar a la Universitat Stanford i va presentar la tesi doctoral en bacteriologia a la Universitat de Pennsilvània. Es va incorporar a la Universitat Rockefeller, a Nova York, el 1938, on va treballar com a investigadora en el laboratori del patòleg i microbiòleg Peter Olitsky, que la descrivia com una persona de gran creativitat que buscava nous camins en la recerca, recolzant sempre en evidències científiques sòlides.
Morgan va investigar sobre immunitat en malalties víriques com la poliomielitis i l'encefalomielitis, encara que no realitzés assajos clínics amb humans fins a no tenir la certesa absoluta de la seva innocuïtat. Pel fet de ser dona, el seu sou era més baix que el dels seus companys de recerca, sent sempre ells els que rebien les beques i premis.

### Recerca sobre la pòlio
La poliomielitis és una malaltia infecciosa causada per un virus invasor del sistema nerviós amb conseqüències deformants, invalidants i fins i tot mortals. Fins a l'aparició de la sida era una de les malalties més esteses del segle xx, que causava epidèmies arreu del món.
El 1944, Morgan va formar un grup de recerca amb els viròlegs de la Universitat Johns Hopkins David Bodian i Howard A. Howe i va descobrir que la via digestiva era la principal ruta d'infecció i d'entrada del virus de la pòlio en el cos, i no la respiratòria com s'havia cregut fins aleshores. Amb el seu equip també va descobrir que hi havia tres tipus diferents del virus i que durant la infecció existia una fase de virèmia, amb la presència del virus en sang.
Allà va començar a fer experiments amb el virus de la polio mort en el teixit nerviós i inactivat amb formaldehid i va immunitzar amb èxit un grup de ximpanzés. Després de vacunar-los amb el virus inactivat, els micos van poder resistir les injeccions posteriors amb altes concentracions de poliovirus viu. Va publicar el seu treball el 1948, la qual cosa era la primera evidència experimental de l'existència d'una vacuna contra la polio. El 1935, Maurice Brodie havia demostrat la mateixa inducció d'immunitat amb el virus inactivat.

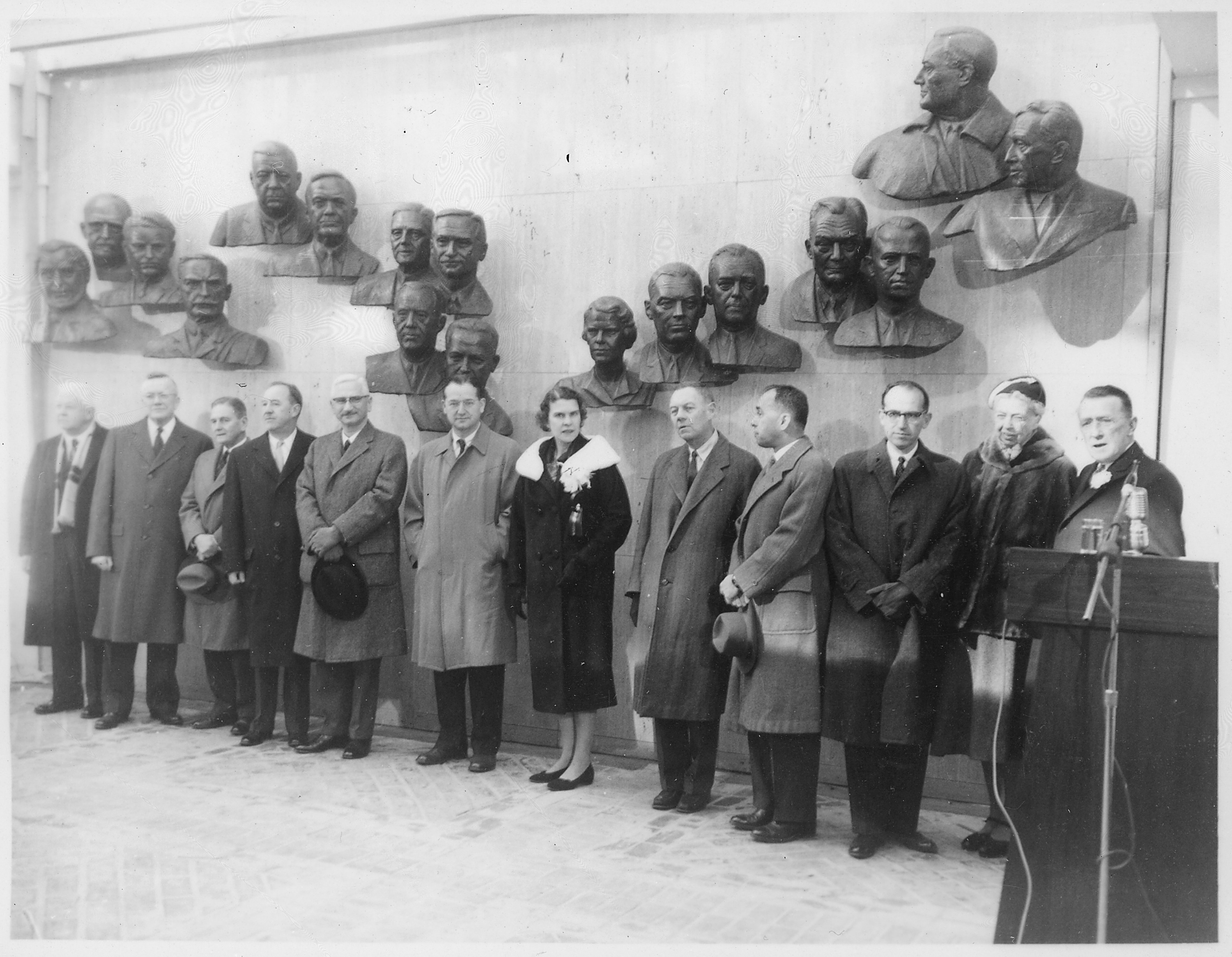
Els líders de la lluita contra la poliomielitis van ser homenatjats durant la inauguració del Saló de la Fama de la Polio el 2 de gener de 1958. D'esquerra a dreta: Thomas M. Rivers, Charles Armstrong, John R. Paul, Thomas Francis Jr., Albert Sabin, Joseph L. Melnick, Isabel Morgan, Howard A. Howe, David Bodian, Jonas Salk, Eleanor Roosevelt i Basil O'Connor.

Fins que Morgan va fer la seva recerca, es pensava que només els virus vius podien transmetre immunitat a la poliomielitis. Així que el treball de Morgan va ser clau per aconseguir una vacuna contra la poliomielitis de virus morts, i el 1955 s'aprovà la vacuna de l'investigador nord-americà Jonas Salk per a ús general, oblidant que els primers assaigs els havia fet Isabel Morgan. El 1962 es va aprovar la vacuna contra la polio del viròleg polonès Albert Bruce Sabin amb virus vius atenuats.
El 1950, Morgan va deixar la Universitat Johns Hopkins i va abandonar la recerca sobre la pòlio després de casar-se el 1949 amb l'ex coronel de la Força Aèria Joseph Mountain. Ningú va continuar amb les seves recerques sobre la polio, encara que Morgan va seguir publicant articles sobre la malaltia.
Morgan es va mudar al costat del seu marit al comtat de Westchester, on va començar a treballar en el Departament de Recerca de Laboratori del comtat, molt més modest que el centre de recerca del qual provenia. Fins i tot el seu antic professor, Peter Olitsky, recomanava al director d'aquest laboratori, d'un nivell inferior al de Morgan, recolzar-se en el treball d'aquesta. A més, Morgan va començar a ocupar-se del fill del seu marit, que sofria una discapacitat severa.
El 1960 el seu fillastre, Jimmy Mountain, va morir en un accident aeri, després de la qual cosa Morgan va renunciar al seu treball en el Departament del Comtat. Un any més tard, va cursar un màster en bioestadística de la Universitat de Colúmbia i va ser assessora científica en el Memorial Sloan Kettering Cancer Center a Manhattan.
Es va retirar el 1980 i va morir el 1996, dos dies abans de complir 85 anys.

## Reconeixements
Al gener de 1958, el seu bust va ser esculpit en el conjunt escultòric The Polio Hall of Fame, al Roosevelt Warm Spring Institute for Rehabilitation de Warm Springs, Geòrgia, al costat de la resta del seu equip de recerca de la poliomielitis, en el qual Morgan era l'única dona.

## Publicacions
- David Oshinsky, Polio: una història nord-americana. Oxford University Press, 2005 ISBN 0-19-515294-8 .
- Allen, Garland E.. Thomas Hunt Morgan: The Man and His Science.  Princeton University Press, 1978. ISBN 0-691-08200-6.